# 5В28
5В28 — радянська зенітна керована ракета зенітного ракетного комплексу С-200. Є глибокою модернізацією ракети 5В21.

## Опис
Призначена для ураження цілей, що летять зі швидкістю до 3500 км/год, на висотах від 0,3 до 35 км. При стрільбі за ціллю типу літака ДРЛВ максимальна дальність ураження із заданою ймовірністю становить 255 км. При дальності понад 255 км можливість враження істотно знижується. Технічна дальність керованого польоту ракети становить близько 300 км.

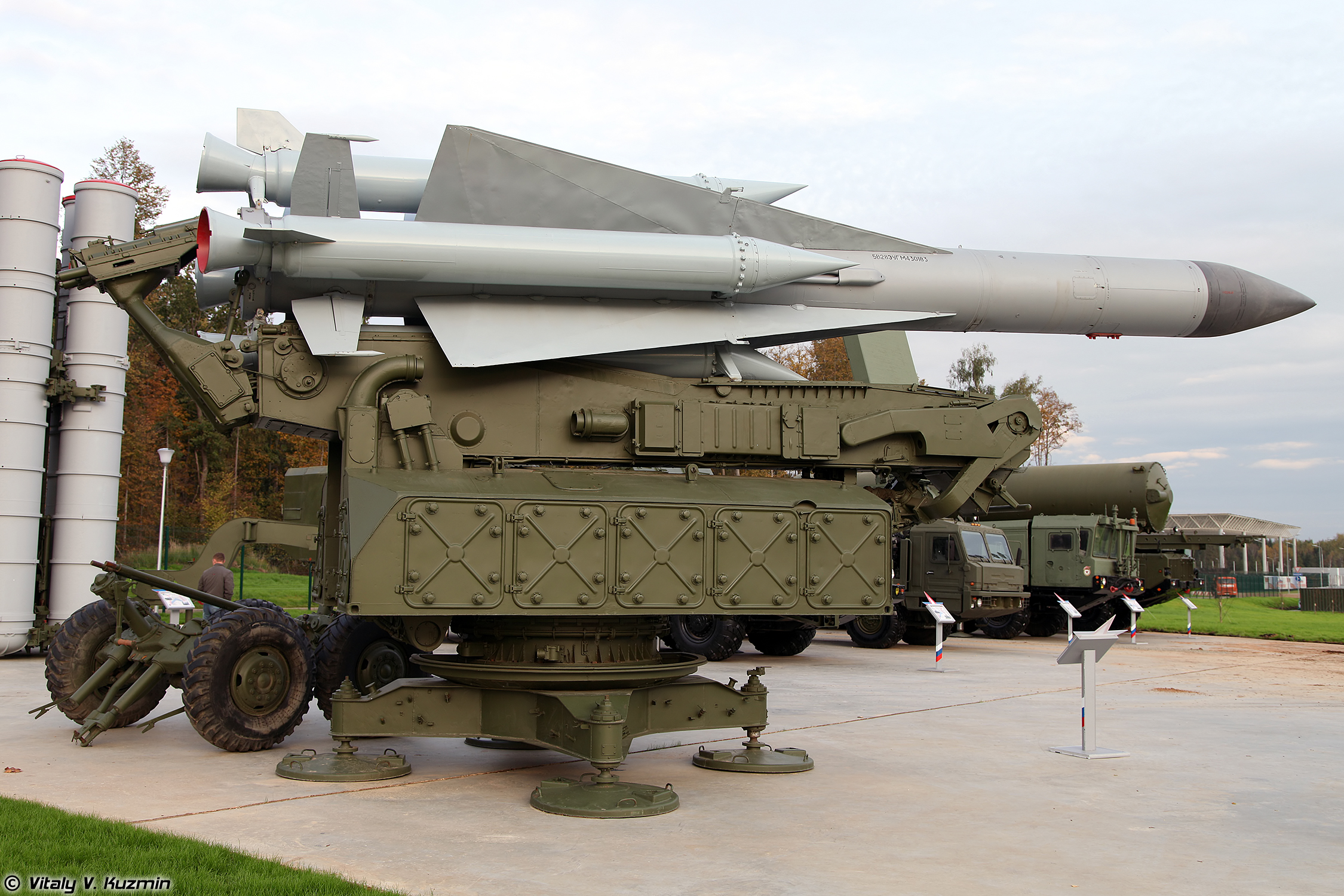
ЗУР 5В28 на пусковій установці 5П72В ЗРК С-200В Вега

Засіб наведення ракети 5В28 комплексу С-200 — напівактивна головка, тобто повітряну ціль необхідно було підсвічувати, чим й займалась 5Н62. І для того, щоб підсвітити ціль на дальність у понад 200 км ця станція мала площу антени близько 25 кв. м. І саме тому задачею та єдиною можливістю працювати на високу дальність були цілі у вигляді стратегічних бомбардувальників на значній висоті.
Ракета 5В28 — рідиннопаливна. Її двигун 5Д12, для того, щоб забезпечити відповідну тягу, працював на ТГ-02 та азотному окислювачі АК27И. Обидва компоненти токсичні й вимагають відповідної системи зберігання та заправки ракети, для розуміння робота з паливом штатно виконувалась в ЗЗК.
Через свої габарити та інші особливості комплекс С-200, який створювався у 1960-х роках, виконаний у фактично стаціонарному варіанті. Позиції ЗРК передбачає доволі складні інженерні конструкції з переміщенням пускових по рейках.
Характеристики
- Довжина: 10,8 м.
- Вага: 7,1 т.
- у тому числі вага бойової частини: 220 кг, з яких на вибухову частину припадає 90 кг.

## Історія
Ракета розроблена конструкторським бюро «Факел». Випробування ракети велися з 1971 року. У 1974 році ЗРК С-200ВМ з ракетою 5В28 був прийнятий на озброєння військ ППО СРСР.
У 1982 році на полігоні Сари-Шаган були проведенні випробування, які показали малу ефективність ракети 5В28 в комплексі С-200, через те, що радіоконтрастність наземних цілей була поганою для системи наведення ракети.
Пресслужба міноборони РФ 9 липня 2023 року повідомила, що Україна нібито використовує конвертовані зенітні ракети 5В28 комплексу С-200 для ударів по наземних цілях на території РФ. Нібито, 9 липня, удари були завдані по об'єктах в окупованому Криму, Ростовській та Калузькій областях, а також по селищу Битош Брянської області.
У січні — лютому 2024 року ймовірно ракетами цього типу біля лінії фронту були збиті два російські літаки ДРЛС А-50.
13 травня 2025 року ГУР МО України опублікувало відео з застосуванням ракет 5В28 по наземним цілям російських окупантів. На кадрах було показано підготовку ракет до застосування: завантаження на пускову установку і заправлення рідким ракетним паливом. А потім і самі пуски.